# Halber Windsorknoten

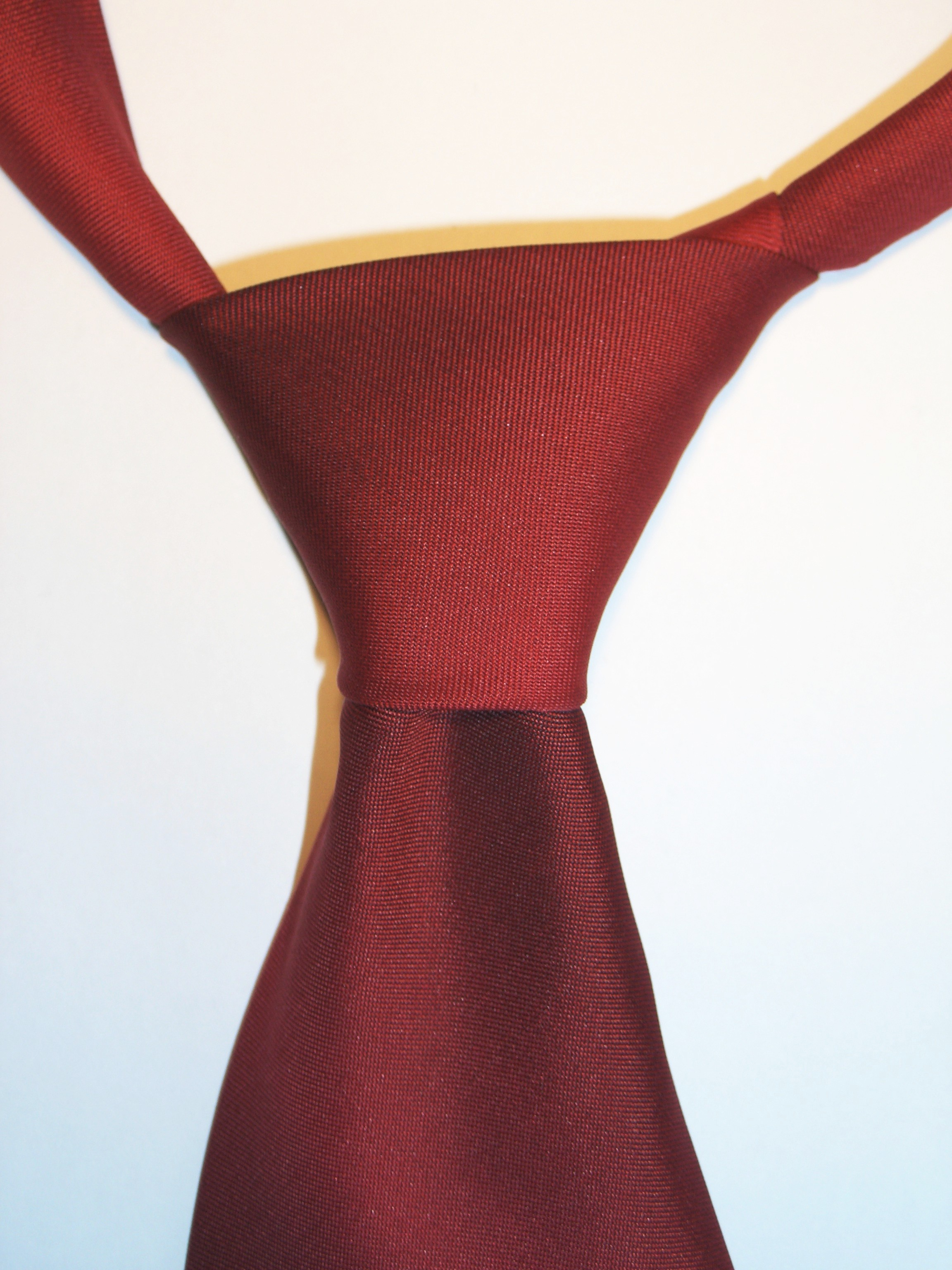
Krawatte mit Halbem Windsorknoten

Der Halbe Windsor (auch Einfacher Windsor, Halber Englischer Knoten und Türkischer Knoten genannt) ist als Krawattenknoten eine Möglichkeit, eine Krawatte zu binden und gilt als einer der „klassischen Krawattenknoten“.

## Entstehung
Der Knoten wurde – wie auch der Windsorknoten – nach Eduard VIII. benannt, der nach seiner Abdankung als König des Vereinigten Königreichs 1937 den Titel „Duke of Windsor“ bekam und gern breite Krawattenknoten trug. Der Knoten selbst geht weder auf Eduard VIII. noch auf ein anderes Mitglied der königlichen Familie zurück, sondern soll von einem „unbekannten Amerikaner“ erfunden worden sein.
Auch wenn der Halbe Windsorknoten als vereinfachter Windsorknoten gilt, ist nicht bekannt, ob er aus dem Windsorknoten hervorging oder eigenständig entwickelt wurde.

## Beschreibung
Der Halbe Windsor gilt als „einer der vier Klassiker“ (neben dem Pratt-Knoten, dem Four-in-Hand und dem Windsorknoten) und ist ein „mittelbreiter Knoten“.
Der Halbe Windsor ist voller als der Four-in-Hand (auch als Einfacher Knoten bezeichnet) und nicht so voll als der Windsorknoten, wodurch er manchmal „lässig“ wirke. Zudem ist er eleganter als der Four-in-Hand-Knoten, insgesamt gilt er als „Bindeglied“ zwischen dem Four-in-Hand-Knoten und dem Windskorknoten.
Er ist ein beliebter Krawattenknoten, da er als leicht zu binden (er wird als „anfängerfreundlich“ und als „schnell gebunden“ bezeichnet) und vielseitig verwendbar gilt, er soll für „jeden Anlass“ geeignet sein. Für Personen mit einer Körpergröße über 1,80 Meter ist er besser geeignet als der Windsorknoten, da beim Windsorknoten unter Umständen beim Binden zu viel Material benötigen könnte (eine Krawatte endet beim Tragen immer knapp oberhalb vom Gürtel).
Der Halbe Windsor sei für jede Kragenform geeignet, lediglich beim Button-Down-Kragen könnte es zwischen den Kragenschenkeln etwas eng werden. Optimal sei er für den Kent-Kragen oder den Haifischkragen. Von anderer Seit wird der Halbe Windsorknoten gerade für den Button-Down-Kragen und andere nah beieinanderliegenden Kragenecken empfohlen.
Ein Nachteil sei seine Symmetrie, die ihn „langweilig und einfallslos“ wirken lasse.

## Bindung
Das breite Ende wird über das schmale Ende der Krawatte gelegt, woraufhin das breite Ende einmal um das schmale herum gebunden wird. Das breite Krawattenende wird von oben um die Halspartie herum gebunden. Danach wird das breite Ende unter dem schmalen Ende auf die andere Seite gelegt. Das breite Ende kommt daraufhin um den entstandenen Knoten herum, woraufhin das breite Krawattenende von unten durch die Halspartie gebunden wird. Dadurch entsteht eine Schlaufe, durch die das breite Ende gezogen wird. Durch Ziehen am breiten Ende schließt sich der Knoten und durch Ziehen am schmalen Ende verschiebt sich der Knoten auf die richtige Höhe.